# 万达·桑东
万达·桑东（義大利語：Wanda Sandon，1952年10月1日—），意大利前女子篮球运动员。她曾代表意大利国家队参加1980年夏季奥林匹克运动会篮球比赛，结果获得第六名。